# Chùa Đót Sơn

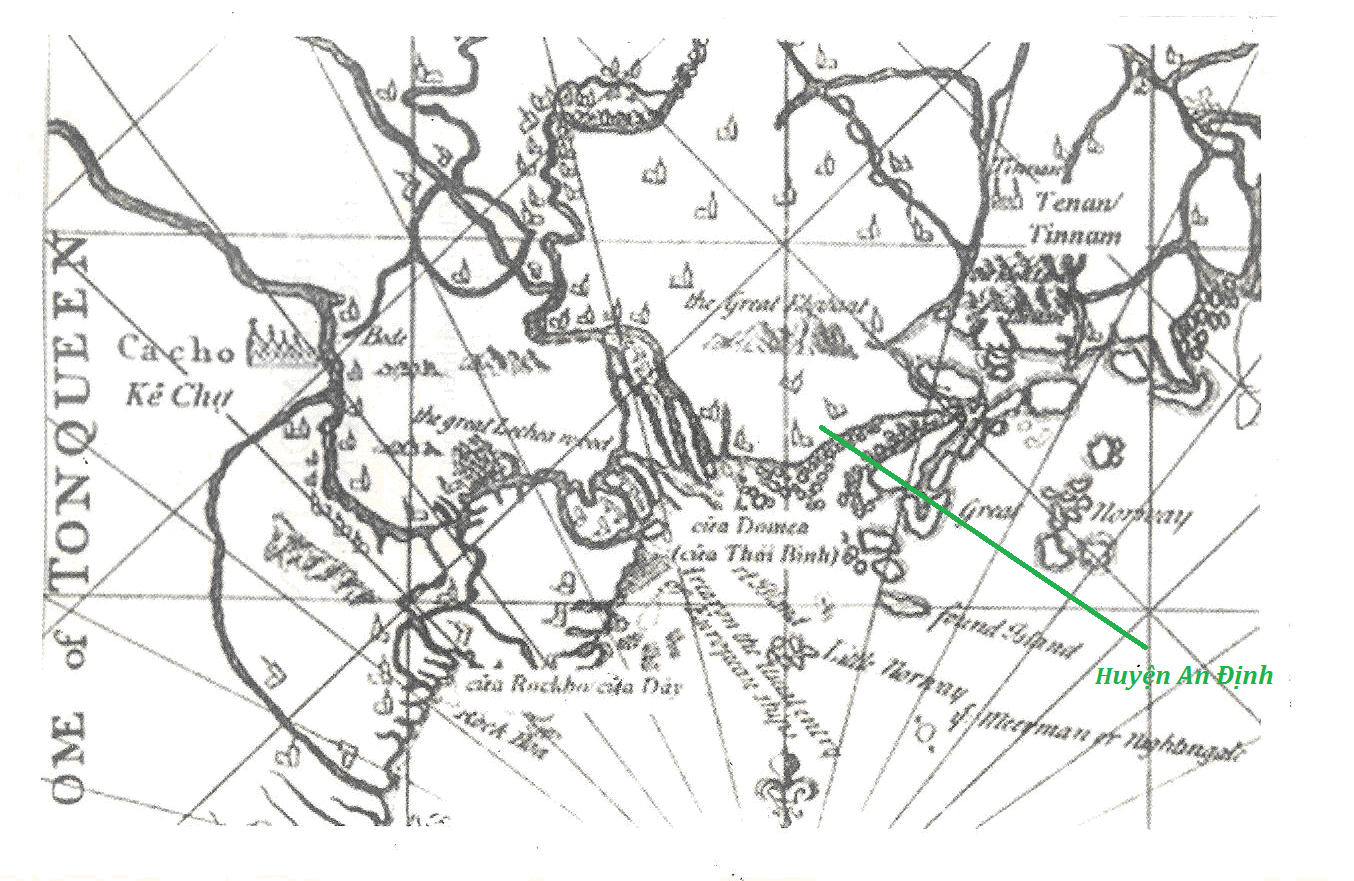
Bản đồ Đàng Ngoài thế kỷ
XVII, trích từ bản đồ của Samuel Baron, Churchill, A collection of voyages and
travel, Vol 6, London, 1974

Chùa Đót Sơn (hay còn gọi là Chùa Đót) là một ngôi chùa cổ ở xã Cấp Tiến, huyện Tiên Lãng, Hải Phòng. Đây là nơi tu hành của Thánh tổ Huyền Quang và nơi có cây Bồ Đề gốc Ấn Độ trên nghìn năm tuổi. Chùa nằm ở thôn Quan Bồ, xã Cấp Tiến nhưng thuộc tổng Kinh Lương, Tiên Lãng xưa.

## Lịch sử hình thành
Vào giai đoạn đầu tiên, chùa có tên là Chuyết sơn tự (tiếng Phạn: Juisan) có ý nghĩa đây là nơi bắt đầu ánh sáng, đón nhận và lan truyền tư tưởng Phật giáo. Một thời gian sau, chùa có tên là Non Đông có ý nghĩa là gốc núi ở phía Đông.
Năm 1491, vua Lê Thánh Tông khi đến vùng đất này đã ngâm bài thơ:
| “ | Đót Sơn tên gọi Sải vải dựng xây Vẹn tròn tượng Phật Nền phúc căng đầy... | ” |

Kể từ đó, chùa có tên là Đót Sơn. Chùa là nơi truyền bá tư tưởng Phật giáo ở Việt Nam qua nhiều triều đại từ thời còn thuộc nhà Lương, Trung Quốc, được xem là một
di tích lịch sử văn hóa và danh lam thắng cảnh.